# 穆罕默德·阿尔·墨迪亚奇
穆罕默德·阿尔·墨迪亚奇（阿拉伯语：‎，1974年6月1日—），卡塔尔国际象棋棋手，也是卡塔尔首位国际象棋特级大师。
阿尔·墨迪亚奇曾四度获得阿拉伯国际象棋冠军（1994年、1997年、2000年、2002年）。此外，他曾九次代表卡塔尔参加国际象棋奥林匹克，并于1996年、1998年两度获得个人金牌。
阿尔·墨迪亚奇的妻子是前国际象棋女子世界冠军、中国棋手诸宸，两人于2001年成婚。